# Peugeot Quark

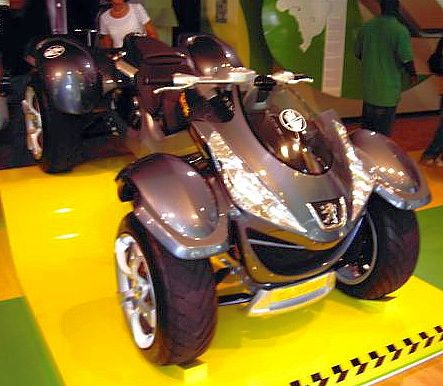
Peugeot Quark

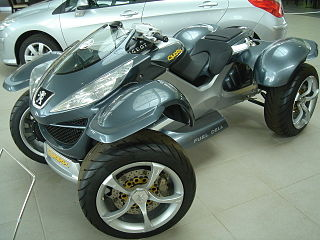
Quark

Der Peugeot Quark ist ein Konzeptfahrzeug des französischen Kraftfahrzeugherstellers Peugeot aus dem Jahr 2004.
Das von der Anlage einem Quad ähnelnde Fahrzeug mit zwei Sitzen ist mit 2,38 Meter Gesamtlänge kürzer als ein Smart Fortwo.
Das 425 Kilogramm schwere Auto wird von 4 elektrischen Radnabenmotoren angetrieben. Insgesamt ein Höchstdrehmoment von 400 Nm und eine Höchstleistung von 46 PS. Die maximale Dauerleistung liegt bei 28 kW (37,5 PS).
Der Quark soll in ca. 6,5 Sekunden von 0 km/h auf 50 km/h beschleunigen und eine Höchstgeschwindigkeit von 110 km/h erreichen. Je nach Fahrweise wird eine Maximalreichweite von 100 bis 130 Kilometer angegeben.
Als Energiequelle dient eine Brennstoffzelle. Der Wasserstofftank ist eine 9-Liter-Flasche mit 70 MPa (700 bar). Das „Nachtanken“ ist also ein einfaches Auswechseln der Flasche.
Das Fahrzeug ist nicht in Serie gegangen.